# Dari (India)
Dari è una suddivisione dell'India, classificata come census town, di 7.382 abitanti, situata nel distretto di Hazaribag, nello stato federato del Jharkhand. In base al numero di abitanti la città rientra nella classe V (da 5.000 a 9.999 persone).

## Geografia fisica
La città è situata a 23° 42' 59 N e 85° 23' 18 E.

## Società

### Evoluzione demografica
Al censimento del 2001 la popolazione di Dari assommava a 7.382 persone, delle quali 3.871 maschi e 3.511 femmine. I bambini di età inferiore o uguale ai sei anni assommavano a 1.225, dei quali 613 maschi e 612 femmine. Infine, coloro che erano in grado di saper almeno leggere e scrivere erano 4.564, dei quali 2.723 maschi e 1.841 femmine.